# さよならだけがおしえてくれた
『さよならだけがおしえてくれた』は、ストレイテナーの配信限定シングル。2020年12月2日に配信された。

## 解説
ストレイテナーとしては7作品目となる配信限定シングルであり、2020年12月2日にリリースされたアルバム『Applause』から先行配信された楽曲である。
楽曲の配信と同日でミュージックビデオと、アルバム『Applause』のジャケットも公開された。ミュージックビデオは16mmフィルムで撮影されたものとなっている。

## 収録曲
1. さよならだけがおしえてくれた
作詞・作曲:ホリエアツシ